# Boulge
Boulge is een civil parish in het Engelse graafschap Suffolk met 26 inwoners.